# Lejonkvinnan
Lejonkvinnan är en norsk-svensk dramafilm från 2016. Filmen är regisserad av Vibeke Idsøe, som även har skrivit manuset. Lejonkvinnan har på norska titeln Løvekvinnen, och filmen baseras på en roman med samma namn av Erik Fosnes Hansen. I rollerna ses bland andra Rolf Lassgård, Ida Ursin-Holm och Rolf Kristian Larsen.

## Handling
Eva Arctander föds i Norge 1912, och hennes mamma Ruth dör då i barnsäng. När hon föds, är Evas kropp täckt av pälsliknande behåring eftersom hon har hypertrikos. Gustav, Evas pappa, isolerar och gömmer henne så hon ska slippa att bli utstirrad av omgivningen. Ganska snart står det klart att Eva är väldigt intelligent och hon längtar efter att få komma ut i världen.

## Rollista (i urval)
- Ida Ursin-Holm(no) – Eva Arctander (23 år).
- Mathilde Thomine Storm – Eva Arctander (14 år)
- Aurora Lindseth-Løkka – Eva Arctander (7 år)
- Rolf Lassgård – Gustav, Evas pappa
- Kjersti Tveterås – Hannah
- Rolf Kristian Larsen – Gnistan
- Lisa Loven Kongsli – Ruth, Evas mamma
- Karen-Lise Mynster – Fru Birgerson
- Connie Nielsen – Eva Grjothornet

## Övrigt
Filmen har visats i Sveriges television (SVT) sommaren 2020. Visningen var en del i SVT:s satsning där man visade 50 filmer av kvinnliga filmskapare.